# Зина Маркова
Зина Костадинова Маркова е български учен, професор доктор на историческите науки.

## Биография
Зина Маркова е родена на 23 юли 1940 година в Пловдив. В родния си град завършва гимназия „Иван Вазов“. Продължава обучението си в Софийския университет „Св. Климент Охридски“, където през 1964 година завършва история. Две години учителства в Смолян. Печели конкурс за редовен аспирант в Института по история при БАН, където работи повече от 30 години. Специализира в Русия и Франция.
Зина Маркова се оформя като изследовател на културната и политическата история на възрожденската епоха. Тя е автор на няколко десетки монографии, студии, статии, докуметални сборници, в които разглежда духовната и обществената будност на българите, съпротивата срещу чуждия политически и духовен гнет, западноевропейските идеи и влияния върху българското общество и други. Венец в проучванията, като учен историк са монографиите „Българското църковно-национално движение до Кримската война“ (1976), „Българската екзархия 1870-1879“ (1989) и „Четата от 1868 година“ (1990).
Умира на 10 май 2004 година в Париж след продължително и тежко боледуване.